# Enzo Baldoni
Pour les articles homonymes, voir Baldoni.
Enzo Baldoni, né le 8 octobre 1948 à Città di Castello (Italie) et mort le 26 août 2004 en Irak, est un journaliste italien.  

## Histoire
Enzo Baldoni est enlevé à Nadjaf en Irak le 19 août 2004 par un groupe islamiste armé se faisant appeler l'Armée islamique en Irak.
Ce groupe demande le retrait des troupes italiennes d'Irak. Devant le refus du gouvernement italien de Silvio Berlusconi, Enzo Baldoni, soupçonné par ses ravisseurs d'être un agent du SISMI, est décapité le 26 août 2004.
En juillet 2005, la Croix-Rouge est entrée en possession d'un fragment d'os censé provenir du cadavre de Baldoni. Cette hypothèse fut confirmée le mois suivant, par les tests ADN effectués en Italie.
Les restes du corps d'Enzo Baldoni ont été ramenés en Italie seulement en avril 2010, environ six ans après sa disparition.
Selon le journaliste Richard Labévière, la prétendue "Armée Islamique en Irak" était constituée d'"anciens barbouzes de Saddam Hussein recyclées dans les services secrets du gouvernement intérimaire d'Iyad Allaoui, inféodé aux Américains". Enzo Baldoni serait en réalité mort en prison. 